# Tulalip törzs

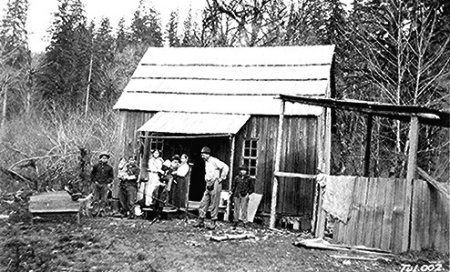
Gabe Gobin favágó és családja 1916-ban

A tulalip törzs (kiejtés: tʊˈleɪlɪp; korábban A Tulalip Rezervátum Tulalip Törzsei) a duwamish, snohomish, snoqualmie, skagit, suiattle, samish és stillaguamish indiánokat tömörítő, szövetségileg elismert szervezet, melynek tagjai az USA Washington államának északnyugati részén élnek.

## Elnevezésük
A snohomish eredetű tulalip (dxʷlilap) kifejezés jelentése „erszény alakú öböl”, amelyet az 1855-ös egyezményt követően a rezervátumba költöző népcsoportok együttes leírására használtak.

## Rezervátum
Az 1855-ös Point Elliot-i egyezmény és az Ulysses S. Grant által 1873. január 22-én kihirdetett elnöki rendelet alapján létrejött Tulalip rezervátum Snohomish megye nyugati részén fekszik. A 91 négyzetkilométer területű rezervátumnak a 2010-es népszámláláskor 10 631 lakosa volt; legnagyobb települése Tulalip Bay.
A Marysville-i Tankerület 2008-ban két közép- és egy általános iskolát nyitott, amelyek a Marysville Secondary Campus területén működnek.

### Települések
- Cathan
- John Sam Lake
- Priest Point
- Shaker Church
- Stimson Crossing
- Tulalip Bay
- Weallup Lake

## Gazdaság

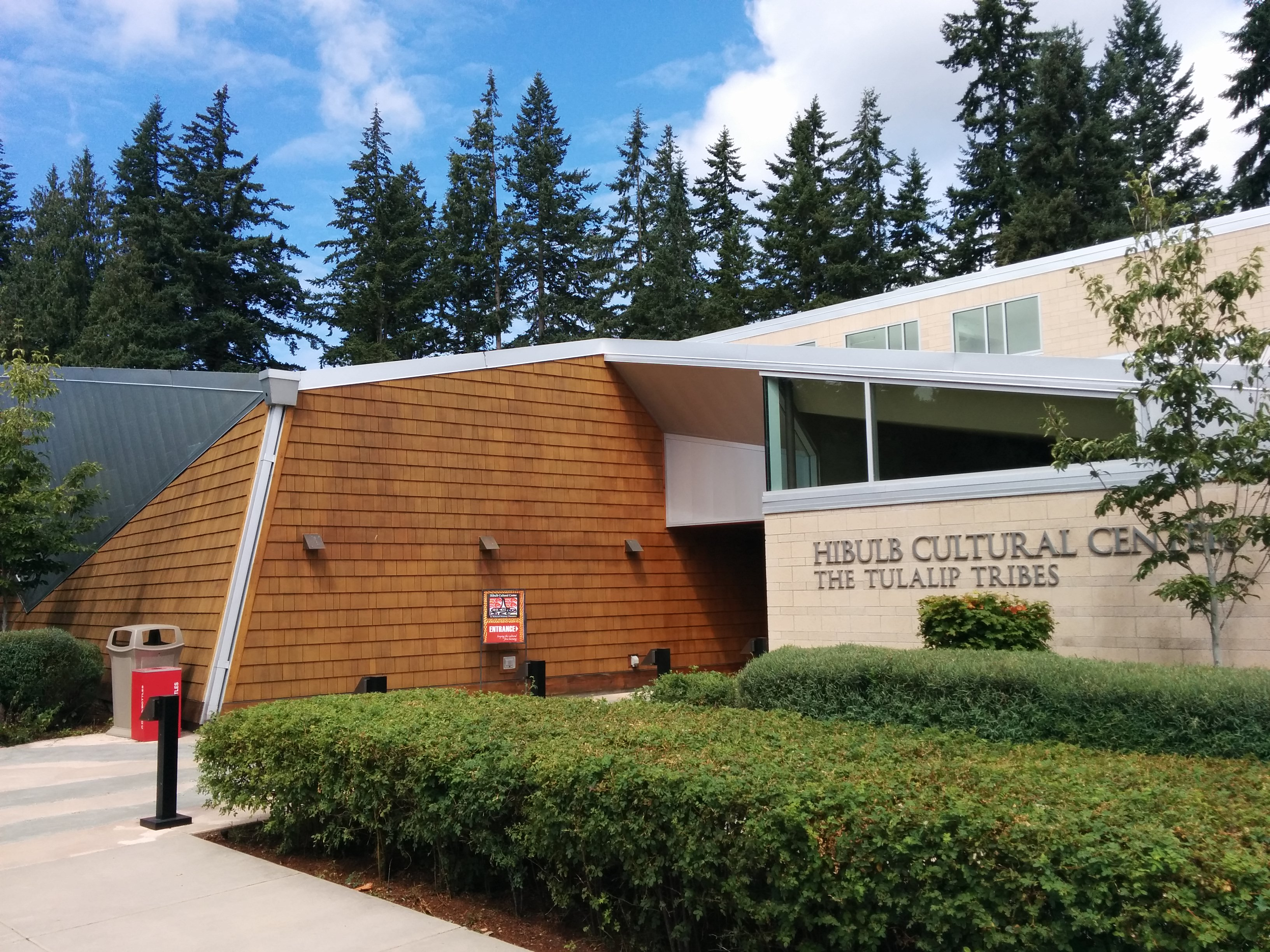
Hibulb Cultural Center and Natural History Preserve

Az Interstate 5 mentén fekvő Quil Ceda Village területén több kaszinó, egy szálloda és egy Walmart is található.
A 2011 augusztusában megnyílt Hibulb Cultural Center and Natural History Preserve területén az őslakosok történelmét bemutató kiállítások, egy téli szállás, kutatókönyvtár, valamint egy húsz hektáros tájvédelmi körzet tekinthető meg.

## Közigazgatás
A hét tagú törzsi tanács székhelye Tulalipban van.
Az USA Legfelsőbb Bíróságának 1978-as döntése szerint a törzs nem indíthat büntetőeljárást a nem indián származásúakkal szemben, azonban a 2013-ban Barack Obama által aláírt, és 2015-ben hatályba lépett Violence Against Women Reauthorization Act alapján háztartáson belüli erőszak esetén eljárhatnak.

## Beszélt nyelvek
A törzs tagjai az angol és lushootseed nyelveket használják; utóbbihoz szótár is készült, megőrzésére pedig nyelvi bizottságot hoztak létre. A Marysville-i Pilchuck Középiskola 2019-től lushootseed nyelvoktatást is folytat.

## Fordítás
- Ez a szócikk részben vagy egészben  a   Tulalip című angol Wikipédia-szócikk ezen változatának fordításán alapul.  Az eredeti cikk szerkesztőit annak laptörténete sorolja fel. Ez a jelzés csupán a megfogalmazás eredetét és a szerzői jogokat jelzi, nem szolgál a cikkben szereplő információk forrásmegjelöléseként.